# Agapanthia coeruleipennis
Agapanthia coeruleipennis — вид жесткокрылых из семейства усачей.

## Распространение
Распространён в Турции, Иране и Сирии.

## Описание
Жук длиной от 10 до 13 мм. Время лёта с мая по июнь.

## Развитие
Жизненный цикл вида длится один год. Кормовым растением является гунделия Турнефора (Gundelia tournefortii)